# Graf Michael
Graf Michael ist ein deutsches Stummfilm-Melodram aus dem Jahre 1918 von Alfred Halm mit Friedrich Zelnik und Rose Veldtkirch in den Hauptrollen. Die Geschichte basiert auf einem Roman von Carl Hauptmann.

## Handlung
Der talentierte Titelheld Graf Michael ist ein haltloser junger Mann, der sich leidenschaftlich gern dem Glücksspiel hingibt. Um der Charakterschwäche entgegenzuwirken, organisiert sein Vater, der Adelsmarschall, eine passende Frau für den missratenen Sprössling, die ihn auf die rechte Bahn zurückführen soll. Die Richtige heißt Alice und ist die Tochter eines Ministers. Michael und Alice verloben sich, und tatsächlich scheint der junge Graf unter ihrem Einfluss vernünftiger und solide zu werden. Doch nach einiger Zeit ist dem verwöhnten Adeligen recht langweilig, und er löst die Verlobung wieder. Graf Michael fällt erneut der Spielsucht anheim, woraufhin Alice ins Kloster geht. Viele Jahre später begegnen sich die beiden in der Kathedrale wieder: Michael ist krank und hinfällig geworden und stirbt in den Armen seiner einstigen Verlobten.

## Produktionsnotizen
Graf Michael entstand im Frühjahr 1918 und passierte die Zensur im April desselben Jahres. Der Fünfakter mit einer Länge von 1761 Metern erhielt Jugendverbot und wurde am 9. Mai 1918 in Berlins Marmorhaus uraufgeführt. Bei der Zensurneuentscheidung 1921 musste der Film auf 1521 Meter heruntergekürzt werden.
Die Filmbauten entwarf August Rinaldi.

## Kritik
Paimann’s Filmlisten resümierte: „Stoff phantastisch. Spiel, Photos und Szenerie sehr gut. (Nur für ein feineres Publikum.)“